# شرحبيل يعفر
شرحبيل يعفر بن أبي كرب أسعد بن حسان ملكي كرب الحميري (نحو 400م - بعد 465م): أحد ملوك عصر ملوك سبأ وذي ريدان وحضرموت ويمنت وأعرابهم في الطود وتهامة، وهو أصغر أولاد الملك الشهير أبو كرب أسعد.اتصل شرحبيل بالحكم منذ أيام والده أبي كرب أسعد، وكان في أول أمره مشاركاً اللقب الملكي لأبيه وأخوته حسان يهأمن و"معد كرب ينعم". وفي سنة 543 حـ بالتقويم الحميري الموافق سنة 433م، ذكر اسم شرحببيل ضمن خمسة ملوك (أبي كرب أسعد، وحسان، ومعد كرب ينعم، ومرثد ألن يزن، وشرحبيل يعفر).
يفترض بعض العلماء أن بعد وفاة أبو كرب أسعد، حكم ابنيه حسان يهأمن وشرحبيل يعفر حكمًا مشتركاً فيما بين عام 440م و450م.وقد نجح شرحبيل يعفر في الإنفراد بالحكم حوالي العام 450م،ولدينا من عهد هذا الحاكم خمسة نقوش مؤرخة، أقدمها مؤرخ في سنة 563 حـ بتقويم حمير الموافق سنة 453م،والنقش الثاني مؤرخ سنة 565 حـ الموافق سنة 455م،والنقش الثالث مؤرخ بسنة 566 حـ الموافق سنة 456م،والنقش الرابع مؤرخ  في سنة 572 حـ الموافق سنة 462م،وآخر نقش مؤرخ له كان في سنة 575 حـ في التقويم الحميري الموافق العام 465م.
ترك لنا شرحبيل يعفر عدد من النصوص المهمة، أهمها تلك الوثائق التي تتعلق بتصدع سد مأرب الشهير للمرة الرابعة في أيامه وإعادة بنائه، فقصَّ علينا الحادث الذي وقع في شهر ذو داون سنة 564 المقابل شهر يناير سنة 454م، وتحدث عن مقدار ما أنفقه على العمال لإعادة البناء، واستمرت مراحل الترميم عدة أشهر، حتى انتهت في شهر ذو داون سنة 565 الموافق شهر يناير سنة 455م.
لم يشرك شرحبيل يعفر أحداً معه في المُلك، طيلة فترة حكمه، وهو أسلوب تفرد به عن بقية آبائه سلالة ذمار علي يهبر الثاني. وآخر نقش مؤرخ ذكر فيه الملك شرحبيل يعفر كان سنة 465م.مع ذلك، ليس لدينا - حتى الآن - دلائل عن زمن وفاته، ويقترح كريستيان روبن أن شرحبيل يعفر ظل ملكاً حتى سنة 468م.على الأرجح خلفه في الحكم الملك شرحبيل يكف، وهو على ما يبدو ليس من سلالة ذمار علي يهبر الثاني، حيث لم ينتسب في لقبه الملكي إلى أي ملك سابق.

## نسبه
- شرحبيل بن أبي كرب أسعد بن ملكي كرب بن قيس (ثأران) بن زيد (ذمار علي) بن عمرو ذو الأذعار بن العبد ذو الأشرار بن أبرهة ذو المنار بن الحارث الرائش بن قيس بن صيفي بن سبأ الأصغر بن كعب بن زيد بن سهل بن عمرو بن قيس بن معاوية بن جشم بن عبد شمس بن وائل بن الغوث بن حيدان بن قطن بن عريب بن زهير بن الغوث بن أيمن بن الهميسع بن حمير بن سبأ بن يشجب بن يعرب بن قحطان، هكذا نسبه محمد بن حبيب البغدادي وابن عبد ربه وابن ماكولا وطائفة.[12][13][14]

### هوامش
1. ↑  لدينا النص RES 4105، وقد سقط منه اسم الملك الأول
 [... [و-أخـ]هو (wh-[ḫʾ-w]) شرحبيل يعفر]، كما سقط اللقب الملكي ولم بتبقى منه سوى طود وتهامة. ويفترض العلماء أن الاسم السقاط من النص هو حسان يهأمن الذي كان مقدماً في اللقب الملكي حتى نهاية حكم والده أبو كرب أسعد. نسخة محفوظة 2023-07-10 على موقع واي باك مشين.
2. ↑  آخر النصوص التي تذكر لقب "الملوك سادة ريدان" أو "الأملوك"، كان في سنة 560 حميري الموافق 450م (النقش المؤرخ: Ry 340)، مما يعني إنتهاء فترة الحكم المشترك الذي كان في فترة أبو كرب أسعد وبنوه. من بعد هذا التاريخ يظهر شرحبيل يعفر منفرداً بالعرش ولمدة 15 عاماً، لا يشاركه في الحكم أحد. وهو أمر غريب، تفرد به عن بقية حكام سلالة ذمار علي يهبر الثاني، وربما يشير ذلك إلى انقلاب شرحبيل يعفر على إخوته، ومما يدعم تلك الفرضية أن شرحبيل يعفر لم يتخذ شريكاً له في الحكم طيلة فترة حكمه. نسخة محفوظة 2023-12-31 على موقع واي باك مشين.
3. ↑  النص سقط منه اسم الملك بسبب كسر، ولكنه يذكر اللقب الطويل [ملك سبأ وذي ريدان ...وأعرابهم طو]، ومؤرخ بسنة 563 حميري الموافق 453م. وقد اقترح مولر أن النقش يعود إلى عهد شرحبيل يعفر المنفرد، مستنداً إلى أن نص آخر موسم بـ (CIH 540) والذي يشير إلى وقوع خراب لسد مأرب في شهر ذو داون سنة 564 المقابل شهر يناير سنة 454م في عهد هذا الملك، أي بعد بضع شهور من هذا النص.